# Harita irregularis
Harita irregularis là một loài bướm đêm trong họ Erebidae.